# 訃報 1977年9月
訃報 1977年9月（ふほう 1977ねん9がつ）では、1977年（昭和52年）9月中に物故した、又は物故が報じられた人物についてまとめる。

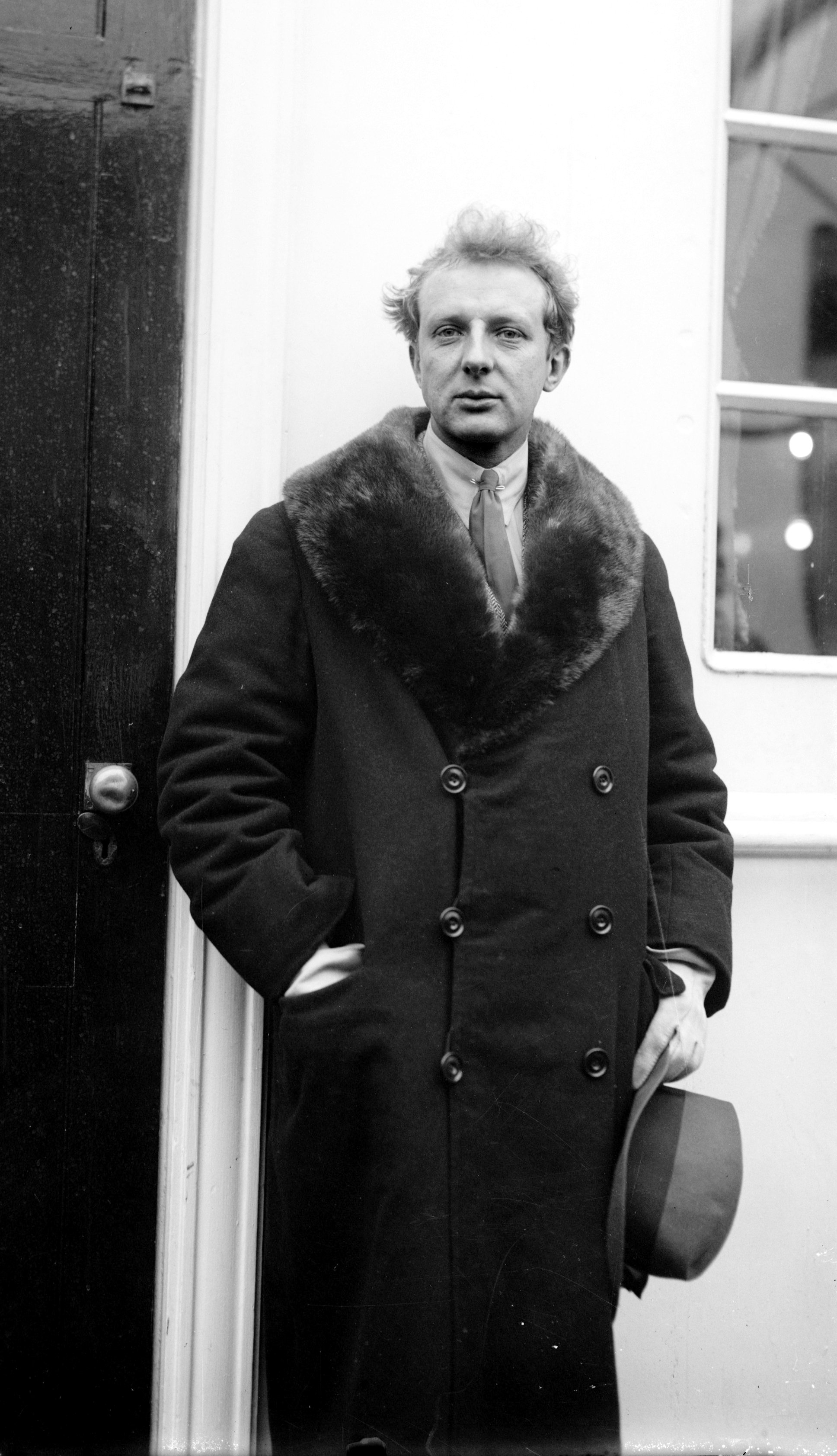
レオポルド・ストコフスキー / 9月13日没

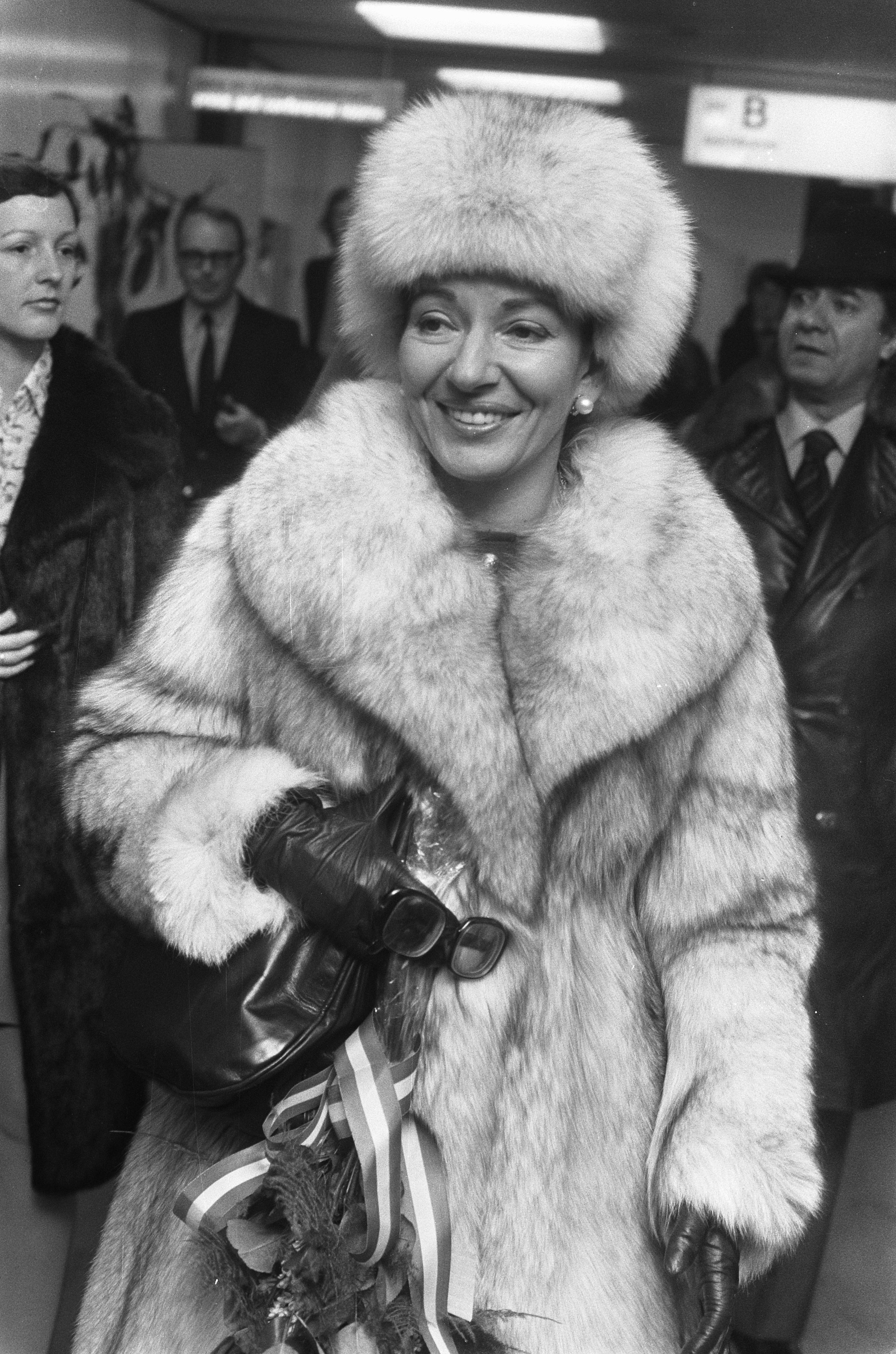
マリア・カラス / 9月16日没

## （1日 - 15日）
- 9月2日 - 信夫山治貞、大相撲力士（* 1925年）
- 9月4日 - 池田克、司法官僚・検事・裁判官（* 1893年）
- 9月5日 - 小塚新一郎、哲学者（* 1903年）
- 9月5日 - 田川務、政治家・弁護士（* 1897年）
- 9月5日 - 吉田竜夫、漫画家、アニメ原作者、アニメ制作会社タツノコプロ設立者（* 1932年）
- 9月9日 - アレクサンドル・チェレプニン、作曲家（* 1899年）
- 9月11日 - 山中散生、詩人・フランス文学者（* 1905年）
- 9月11日 - 田中一村、日本画家（* 1908年）
- 9月12日 - 畑井小虎、古生物学者（* 1909年）
- 9月12日 - スティーヴ・ビコ、社会運動家（* 1946年）
- 9月13日 - レオポルド・ストコフスキー、指揮者（* 1882年）
- 9月14日 - 加茂正五、サッカー選手（* 1916年）
- 9月15日 - 飯田貞固、日本陸軍軍人（* 1884年）

## （16日 - 30日）
- 9月16日 - マーク・ボラン、ミュージシャン（* 1947年）
- 9月16日 - マリア・カラス、ソプラノ歌手（* 1923年）
- 9月17日 - 新規矩男、西洋美術史家（* 1907年）
- 9月19日 - 内藤濯、フランス文学者・評論家・翻訳家・エッセイスト（* 1883年）
- 9月19日 - 今東光、作家（* 1898年）[1]
- 9月20日 - 常葉隆興、牧師・神学者・日本キリスト改革派教会の創立者（* 1897年）
- 9月26日 - アーニー・ロンバルディ、メジャーリーガー（* 1908年）
- 9月27日 - 澤山宗海、武道家・日本拳法の開祖（* 1906年）
- 9月27日 - 入鹿山且朗、医学者・衛生学者（* 1906年）
- 9月28日 - ジョゼフ・オリヴァドーティ、作曲家（* 1893年）
- 9月28日 - 重政庸徳、政治家・元参議院副議長（* 1895年）
- 9月29日 - 大池晴嵐、書家（* 1899年）